# 衡水北站
衡水北站位于中华人民共和国河北省衡水市桃城区大麻森乡北漳桥村，是石济客运专线上的高铁站，2017年12月28日开通启用，由中国铁路北京局集团衡水车务段管辖。

## 車站周邊
- 衡水创新创业孵化基地

## 歷史
- 2017年12月28日开通启用。

## 外部連結
- 中国铁路客户服务中心 （页面存档备份，存于）